# Il Giardino dei Semplici
Il Giardino dei Semplici è un gruppo musicale italiano, fondato a Napoli nel 1974. La band ha venduto 4 milioni di dischi e si è esibita in oltre 2000 concerti sia in madrepatria sia all'estero. Le caratteristiche fondamentali del complesso sono le voci soliste, i falsetti corali, nonché la marcata vena romantica della loro musica.
Il loro periodo di maggior successo è situato a cavallo tra gli anni settanta e ottanta, sull'onda di una lunga serie di hit commerciali: M'innamorai, Tu, ca nun chiagne, Vai, Miele, Concerto in La Minore, Tu, tu, tu, Silvie, Carnevale da buttare e ...E amiamoci.
Nel 2020, viene pubblicato il nuovo album da studio dal titolo: Concept - Aria Acqua Terra Fuoco.

## Storia

### Gli inizi
Il batterista Gianni Averardi (ex Campanino) fonda il gruppo nel giugno del 1974, in virtù di un incontro con Gianfranco Caliendo a Napoli. I due artisti decidono le caratteristiche musicali del progetto. In seguito, ognuno dei due fondatori "recluta" un elemento da inserire nella band. Averardi sceglie Andrea Arcella, proveniente dai Volti di Pietra e dal mondo del prog-rock. Gianfranco Caliendo e Luciano Liguori avevano invece militato insieme nel 1973 in una formazione locale denominata G.U.N.G., e sarà proprio Caliendo ad inserire Liguori nell'organico.
La band comincia ad esibirsi allo Shaker Club di Napoli, nell'ottobre dello stesso anno, con un nome temporaneo, mutuato dalla precedente formazione di Averardi: (Gli) Alti e Bassi.
In passato, Averardi era stato il batterista dell'orchestra di Totò Savio. Già all'inizio del 1974, prima di fondare il gruppo con Caliendo, sussisteva un accordo tra Averardi, Savio e Giancarlo Bigazzi, affinché si lanciasse una band napoletana creata dal batterista.
I produttori Bigazzi e Savio procurano al neonato complesso un contratto con la CBS. Bigazzi, ispirandosi al Giardino dei Semplici del museo di Storia Naturale della sua città, propone al gruppo il nome, che viene ben accolto dai musicisti.
La band spende gli ultimi mesi del 1974, e quelli iniziali del 1975, alternando l'attività concertistica alle prove di un brano scritto da Bigazzi e Savio, M'innamorai, così come alcuni brani scritti da Caliendo.

### Il successo
Nei primi mesi del 1975, il complesso inizia allo studio Ortophonic di Roma le registrazioni delle due canzoni del primo 45 giri, M'innamorai/Una storia, pubblicato a fine aprile e prodotto da Giancarlo Bigazzi e Totò Savio: M'innamorai partecipa con successo al Festivalbar 1975, e il disco raggiunge il 7º posto nelle classifiche a nove mesi dalla pubblicazione. Il 45 giri, tra il 1975 e il 1976, vende complessivamente 400.000 copie, e la band diventa istantaneamente popolare in tutta la nazione.
Sempre nel 1975, il gruppo si imbarca nel suo primo tour ufficiale, utilizzando il nuovo nome. 
A M'innamorai segue, nel novembre dello stesso anno, Tu, ca nun chiagne, rifacimento pop-rock del brano del 1915 scritto da Libero Bovio ed Ernesto De Curtis, usato dalla Rai come sigla di un ciclo di film di Francesco Rosi: il 45 giri ottiene il disco d'oro (1 milione di copie vendute) e il terzo posto in classifica.
Nel gennaio 1976, viene pubblicato il primo, eponimo album: Il Giardino dei Semplici.
Cinque brani su undici sono scritti dalla band. L'album si distingue per essere un incrocio riuscito di pop e cantautorato, e si rivela un discreto successo, rientrando successivamente nella classifica dei 100 dischi più venduti dell'anno.
Il secondo tour ufficiale consiste in 176 concerti. Il gruppo diventa estremamente popolare fra i teenagers, e registra sold out ovunque si esibisca.
Nello stesso anno incidono un nuovo singolo, Vai/Tamburino, che partecipa al Festivalbar 1976 e si inserisce tra i singoli più venduti dell'anno.

Il Giardino dei Semplici nel 1978, promozionando la hit "Concerto in La Minore".

### Sanremo 1977
Nel gennaio del 1977, la band è protagonista di un terribile incidente automobilistico, in cui Caliendo viene gravemente infortunato al braccio sinistro. Nonostante il frontman non possa suonare la chitarra, il gruppo decide comunque di partecipare al Festival di Sanremo con Miele. Particolarmente memorabile è la veste "medievale" indossata da Caliendo sul palco dell'Ariston, per nascondere il gesso, così come la presenza del mentore Totò Savio nelle vesti di chitarrista di supporto. 
Il brano, giunto al nono posto della Hit Parade, contribuisce alla vincita del prestigioso trofeo Il Telegatto di TV Sorrisi e Canzoni nella categoria Complessi. Come il precedente Tu, ca nun chiagne, il singolo è un bestseller. 
Esce il secondo album del gruppo, Le Favole del Giardino. Sei brani su dieci sono scritti dalla band, specialmente da Caliendo e Averardi.
Parallelamente, Gianfranco Caliendo firma con Totò Savio la canzone Il professore, cantata da Daniela Goggi, e utilizzata come lato B di un 45 giri di successo delle due sorelle Goggi: Domani. 
Dopo il cambio di etichetta e il passaggio alla CGD, vi è una nuova partecipazione al Festivalbar 1978 con il brano Concerto in La Minore (dedicato a lei), che si rivela presto una grande hit commerciale, e poi una tournée in Italia, negli Stati Uniti d'America e in Canada. Concerto in La Minore è il primo lato A interamente scritto da Averardi e Caliendo, i quali avevano già contribuito alla stesura della maggior parte del materiale inedito contenuto nei primi due album, al di fuori delle canzoni scritte dal binomio Savio-Bigazzi.
Il brano viene anche inserito nella prima compilation discografica di Festivalbar, un LP che riscontra notevoli vendite e balza alla posizione #13 della classifica.

Il Giardino dei Semplici in concerto, durante il tour di "B/N", nel 1980. Da sinistra verso destra, in senso orario: Luciano Liguori, Gianni Averardi, Gianfranco Caliendo.

A seguire, la CGD immette sul mercato il primo greatest hits della band.

### La svolta Neapolitan Power
A partire dal 1979, i ragazzi decidono di diventare completamente autori e passano alla casa discografica WEA, in seguito ad incomprensioni di natura manageriale con la CGD e i due produttori originali. Il risultato del nuovo corso è l'album B/N (Bianco e Nero), scritto e composto dal duo Averardi-Caliendo, cantato interamente in vernacolo, e il cui stile si accosta alla new wave napoletana dell'epoca pur presentando alcuni tratti personali: una fusione tra funk americano e pop melodico. L'apripista del lavoro è il singolo 45 giri Tu, tu, tu. Una canzone tratta dal disco, Silvie, ottiene una grande diffusione e vendita in Scandinavia nel 1980, e viene cantata anche da Katri Helena in finlandese con il titolo Helsingin helle.
L'album ottiene discreti risultati commerciali, superando le vendite dei due precedenti LP e raggiungendo il 18º posto della classifica di TV Sorrisi e Canzoni nella primavera del 1980. La band s'imbarca in un lungo tour teatrale (120 date) di grande impatto scenico. Per l'occasione, i membri indossano costumi di scena basati sul bianco e sul nero, e il loro palco viene sormontato da una gigantesca maschera di Pulcinella con occhi "laser" rotanti.
B/N viene considerato, oggi, uno dei primi album di successo del movimento Neapolitan Power, precedendo di sei mesi la release di Nero a metà di Pino Daniele.
Nel tardo 1980 entra a far parte del gruppo Tommy Esposito, che subentra a Gianni Averardi. La nuova formazione del Giardino dei Semplici esordisce con il singolo Carnevale da buttare, composto dal duo Arcella-Caliendo, la cui incisione è stata realizzata con Averardi ancora nell'organico. Il brano balza al top della classifica delle radio indipendenti nazionali.
Nel 1981, la band s'imbarca in un tour "all-star" organizzato dalla WEA: il Portamusica.

### Gli anni ottanta
Dal 1981 il gruppo matura la decisione di gestire prevalentemente in proprio la futura produzione discografica, avvalendosi delle label solo per la distribuzione e la promozione dei dischi. 
Nel frattempo, lo stesso anno, il fuoriuscito Gianni Averardi scrive ed interpreta la sigla del popolare sceneggiato Nero Wolfe, in onda su Rai Due.
Nel 1982, il Giardino dei Semplici produce il cantautore Ciro (nome d'arte di Sergio Cirillo), il quale pubblica un album, Dolcemente, per l'etichetta CGD. Parallelamente, il gruppo segue anche l'artista Michele Serio, in futuro scrittore di successo.
Vengono pubblicati gli album ...E amiamoci (1982) e Giallo (1983), che ottengono ragguardevoli risultati commerciali nonostante la crisi delle band italiane, e il gruppo gira nelle più importanti trasmissioni musicali Rai e Fininvest del periodo. I dischi sono saldamente ancorati al genere del pop italiano, sebbene presentano diverse flirtazioni con il rock.
Il 45 giri ...E amiamoci (lato b: Poeta) è il primo interamente composto da Caliendo, il quale è ormai il principale autore della band. Nel tour del 1982, la maschera di Pulcinella dell'era B/N viene affiancata sul palco da due riproduzioni gigantesche dalle farfalle della copertina di ...E amiamoci che si muovono all'unisono. 
Il concerto del 19 settembre 1982 al Palasport di Pesaro viene filmato e trasmesso da Rai Uno in prima serata.
Anche l'album Giallo (1983) determina per la band nuova esposizione televisiva, da Un disco per l'estate a Domenica in.
Attraverso una serie di spot pubblicitari, realizzati con tecniche di animazione, trasmessi sulle reti Mediaset (all'epoca, Fininvest), nel 1985 il gruppo divulga con successo una raccolta di classici della canzone napoletana rivisitati in chiave semi elettronica: Ed è subito Napoli. Con questo disco, comincia un lungo periodo di sperimentazione elettronica.
I brani presentano anche motivi musicali inediti, sotto forma di "special", composti in prevalenza da Caliendo.
Nel 1986 la band crea il Gidiesse Recording, studio di registrazione che diventerà poi sede ufficiale delle ricerche musicali e artistiche del gruppo.
Nel 1987 il GDS pubblica il singolo Un'altra canzone per Napoli, scritto da Gianfranco Caliendo. Il 45 giri diventa presto un evergreen della tifoseria calcistica napoletana, e in seguito la sigla di una popolare trasmissione sportiva condotta da Gennaro Montuori (Palummella) nel 1994/1995. Sempre nello stesso anno, la band pubblica una nuova raccolta con la Fonit Cetra, contenente anche rifacimenti di alcuni brani come Miele e Concerto in La Minore. Questi rifacimenti verranno in seguito ripresi da successive compilation, e infine troveranno grande riscontro in streaming e sulle piattaforme digitali, tre decadi dopo.
Il 1989 è l'anno del loro primo videoclip, con il brano Lo sai che il mondo è blu?, tratto dallo sperimentale album Zingari. Il disco mescola il consueto pop della band con l'elettronica, ed è incentrato sul tema dei viaggi e delle location esotiche. In tour, la band adotta un'enorme ventaglio cinese come scenografia. Lo stesso anno, suonano ed eseguono i cori nella canzone di Fred Bongusto intitolata 'E fantasme, contenuta nel suo album Le donne più belle.

### Gli anni novanta
Nel 1990, la band partecipa alla popolare trasmissione Una rotonda sul mare, condotta da Red Ronnie e Mara Venier.
Nel 1992, intraprende un tour nei paesi dell'Est e conclude la serie di concerti al teatro dell'Opera di Bucarest. Nello stesso anno, pubblica una raccolta di successi riarrangiati in chiave semi-elettronica, Voglia Di Tenerezza. Con questa raccolta, si conclude di fatto la sperimentazione elettronica della band.
In Otto Quarantotto & Ventisette del 1993, il gruppo si avvicina alla musica folk e canta nuovamente in vernacolo, in un disco raffinato dove non mancano grandi ospiti come Gianluigi Di Franco, Valentina Stella, Gigi De Rienzo, Paolo Raffone, Daniele Sepe e Michele Signore. L'album, come il precedente Zingari, vende bene fra i fan, ma a sorpresa ottiene anche successo commerciale in Corea.
Nel 1996, la band partecipa a diversi programmi di spicco, come Domenica in e Viva Napoli.
Settelune, pubblicato nel 1997, ripropone i vecchi successi riarrangiati più tre inediti. Comincia qui la collaborazione con il noto arrangiatore Adriano Pennino.
Lo stesso anno, Gianfranco Caliendo presenta una sua produzione al Festival di Sanremo 1997, tra le nuove proposte: il cantautore Vito Marletta, con il brano Innamorarsi è. La canzone, scritta dallo stesso Caliendo e da Marletta, si rivela un ottimo successo di pubblico e di critica.
Nel 1998, espandono i loro locali per dare vita a una scuola di canto moderno diretta da Caliendo, che nel giro di pochi anni diventa un centro di studi musicali rinomato in Campania.
Nel 1999, il gruppo partecipa al progetto di beneficenza Un'onda nel mare, insieme a tanti altri artisti importanti. L'iniziativa è prodotta dallo stesso Tommy Esposito.

### Gli anni duemila
Nel 2000 Il Giardino dei Semplici pubblica l'album di inediti Canta e cammina, concept-album religioso con testi scritti dal teologo monsignor Bruno Forte e musiche del GDS e del monsignor Filippo Strofaldi. L'album registra un buon successo di vendite nonostante sia una pubblicazione indipendente.
Il gruppo si esibisce al Meeting dei Giovani a Pompei, davanti ad una folla oceanica, dove presenta il nuovo lavoro.
Nel 2001 il gruppo partecipa al Festival di Napoli con il brano T.V.B. (scritto da Gianfranco Caliendo), e si esibisce su Rete 4. Nel frattempo, due membri della band, Gianfranco Caliendo e Tommy Esposito, sono impegnati in una produzione di grande successo commerciale, la canzone Turuturu, interpretata dal duo Francesco Boccia e Giada Caliendo (figlia di Gianfranco). Il brano, scritto da Francesco Boccia e Gianfranco Caliendo (sia testo che musica), si classifica terzo nella sezione Giovani a Sanremo 2001 e, nel corso degli anni, venderà 2.200.000 copie nel mondo e totalizzerà 93 milioni di ascolti in streaming attraverso varie cover straniere. Nel 2023 sarà ripreso dai Coldplay allo stadio Morumbi.
Il 19 settembre 2004, nell'anniversario della sua fondazione, la band partecipa al "Merola Day" di Mario Merola, davanti ad un pubblico di 100.000 persone.
Nel 2005, il gruppo pubblica una nuova raccolta di classici napoletani riaggiornati in chiave acustica, Napoli unplugged, che riscuote ottimi risultati di vendita.
Sempre nel 2005, con la produzione di Rai Trade, viene pubblicato Trenta, contenente due CD e un DVD antologico, con il quale il gruppo festeggia i trent'anni di M'innamorai e del suo esordio discografico. Nel cofanetto sono presenti anche sette inediti, tra cui è inclusa T'innamorerai, scritta assieme a Gigi D'Alessio.
Sul finire dell'anno, il gruppo festeggia l'anniversario al Palapartenope di Napoli, in un lungo concerto davanti a 4.500 spettatori. Dall'evento, verranno successivamente ricavati un album e un DVD.
Nel 2006 la Warner pubblica un'antologia del gruppo.
La band continua a partecipare regolarmente a programmi Rai e Mediaset di spicco. Particolarmente di successo diventa la sua apparizione al programma Stile Libero Max, condotto da Max Giusti, dove il Giardino dei Semplici si "scontra" con Richard Benson, in un divertente siparietto.
Nel 2010, con Lino Volpe di Volpe Alla Caccia, il gruppo dà vita ad un divertente docu-fiction a puntate dal titolo Prossimamente che va in onda sul canale Iride. Nel programma, Il Giardino dei Semplici incontra vari amici musicisti quali Peppino Di Capri e Gigi D'Alessio. Lo stesso anno, viene lanciato sul mercato il DVD Live Trenta.

### Cambio di formazione eArgento vivo
Nel febbraio del 2012, Gianfranco Caliendo termina la sua lunga militanza nel gruppo come frontman, voce solista, chitarrista e autore, intraprendendo la carriera di cantautore indipendente, e il GDS diventa temporaneamente un trio. 
Il 18 febbraio la band ritira a Sanremo il premio AFI alla carriera.
Reclutato Savio Arato alle chitarre quale nuovo membro della formazione, la band registra un disco live. L'album, intitolato Semplicemente live, esce in concomitanza con il nuovo tour estivo.
In agosto, la band realizza il suo primo brano inedito nell'arco di sette anni, Grande grande, che viene scelto come sigla della trasmissione calcistica campana Tifosi Napoletani, condotta da Gennaro Montuori. 
A ottobre, la band comincia le registrazioni di un nuovo album di inediti in italiano. L'album, Argento vivo, esce nel maggio del 2013 con etichetta Halidon, seguito da un tour teatrale in primavera. Dal disco verranno tratti diversi videoclip: Grande grande, Abbracciami, I love you, Se un giorno tu e Argento vivo.

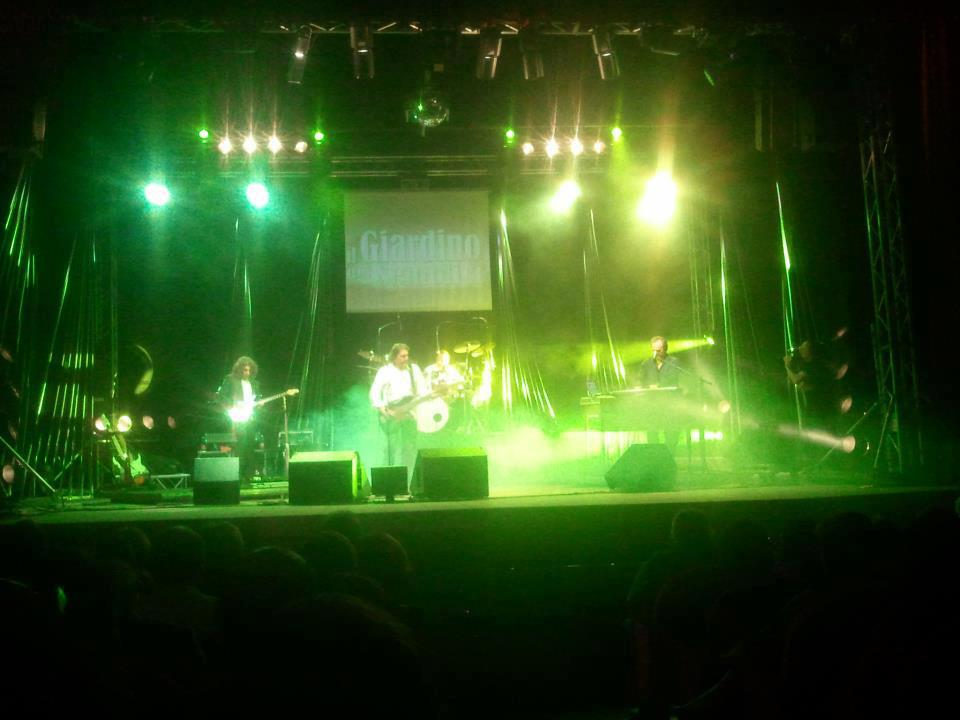
Il Giardino dei Semplici nel 2013, in un concerto del tour di "Argento vivo".

Il 23 febbraio del 2014 la band tiene un concerto al Palapartenope di Napoli con lo spettacolo Canta e cammina, ripercorrendo per intero il loro album del 2000. Il concerto è dedicato alla memoria di mons. Filippo Strofaldi e vede la band affiancata da ospiti quali Ciccio Merolla, Marco Zurzolo, il coro gospel Sunshine Band del Teatro San Carlo - diretto da Carlo Morelli - e l'orchestra barocca Loro di Napoli. 
L'evento dà vita ad una riedizione limitata dell'album, dove viene sostituita la voce solista di Gianfranco Caliendo.

### Il quarantennale
A febbraio del 2015, il trio di fama internazionale Il Volo presenta a Sanremo il brano Grande amore; testo e musica sono scritti da Tommy Esposito e Francesco Boccia. La canzone vince il Festival di Sanremo 2015 e diventa una hit commerciale, specialmente in streaming.
Il Giardino dei Semplici inaugura i festeggiamenti del quarantennale di M'innamorai con un concerto-evento all'Auditorium Domenico Scarlatti della Rai di Napoli, il 24 aprile 2015, avvalendosi della partecipazione di prestigiosi ospiti, tra cui Fausta Vetere della Nuova Compagnia di Canto Popolare, Dario Salvatori, Alessandro Bolide e i Malincomici di Made in Sud, Massimiliano e Gianfranco Gallo, Beppe Savoldi, Gianna Bigazzi. A condurre la serata, Jocelyn. Per l'occasione, viene lanciato sul mercato un breve libro biografico sulla band scritto da Carmine Aymone, “Quella sera che inventai il tuo nome” – 1975/2015: 40 anni in musica, con prefazione di Dario Salvatori, edito dalla Guida Editori e distribuito dalla Arnoldo Mondadori Editore. Al libricino, è allegato un nuovo disco live dal medesimo titolo, che di fatto costituisce la ventesima pubblicazione discografica del GDS. L'album contiene un inedito realizzato in studio, una cover del brano Across the Universe dei Beatles.
Successivamente al tour 2015, viene lanciato il musical M'innamorai, a cui partecipa anche la band sotto il profilo recitativo e con una performance dal vivo dei suoi successi integrata nella sceneggiatura. 
Nel 2016, la Warner Music Italy pubblica Playlist: Il Giardino dei Semplici, un nuovo greatest hits della band, il più completo mai realizzato della formazione originale e del periodo classico 1975-1980. La copertina è costituita da una foto del 1978, mentre la track list presenta anche alcuni successi minori del gruppo.
A novembre, il musical M'innamorai vede la sua seconda edizione, questa volta al Teatro Bracco di Napoli.

### Christmas, quarantacinquesimo anniversario eConcept
Il 21 aprile 2017, la band lancia il suo nuovo singolo: Dannata idea. Il videoclip, filmato in Basilicata, viene presentato in anteprima su TGcom24. Il singolo raggiunge la 34ª posizione della classifica indipendente.
Nel dicembre del 2018, la band pubblica un album di canzoni natalizie intitolato Christmas, il sedicesimo disco da studio della propria carriera. L'album contiene hit internazionali rivisitate e alcune rielaborazioni tratte da Canta e cammina versione 2014; le chitarre sono quelle originariamente incise da Gianfranco Caliendo.
Nel marzo del 2019, il 45 giri di Carnevale da buttare viene ripubblicato dalla Periodica Records. Il lato A è la versione originale del 1980 cantata da Gianfranco Caliendo, con Averardi ai cori, mentre il lato B è un remix strumentale realizzato dal DJ e produttore napoletano Raffaele "Whodamanny" Arcella, figlio del componente della band Andrea Arcella. A luglio, la band lancia un nuovo videoclip in supporto della loro nuova versione di Tu, ca nun chiagne, che ospita il rap della giovane esordiente Marthy (vero nome: Martina Liguori), figlia del componente della band Luciano Liguori.
Nel febbraio del 2020 viene annunciato il nuovo disco Concept - Aria Acqua Terra Fuoco, un doppio album, pubblicato anche in formato vinile. La release è mirata anche a festeggiare il quarantacinquesimo anniversario della carriera discografica della band.
Tommy Esposito partecipa nuovamente al Festival di Sanremo come autore, questa volta per Orietta Berti: la canzone, intitolata Quando ti sei innamorato, si classifica nona.
Nel febbraio del 2021, Gianfranco Caliendo annuncia la release della sua autobiografia ufficiale, Memorie di un Capellone - Luci ed ombre di un successo anni 70, edita dalla IacobelliEditore, con prefazione di Giorgio Verdelli. Il libro, pubblicato nel novembre dello stesso anno, racconta la storia della band dal 1974 al 2012, oltre a trattare la carriera solista del musicista e i suoi numerosi progetti paralleli.

## Reunions
Nel dicembre del 2005, il gruppo festeggia il trentennale della sua carriera discografica al Palapartenope di Napoli, in un lungo concerto davanti a 4.500 spettatori. Per un paio di brani, viene invitato sul palco Gianni Averardi, e il gruppo si esibisce dunque in un'inedita formazione a sei elementi, con Averardi alla voce solista e alle percussioni, ed il sassofonista Pino Ciccarelli. Dall'evento verranno successivamente ricavati un album live ed un DVD.
Nel 2012, Gianni Averardi partecipa come guest vocalist nel rifacimento di Tu, tu, tu contenuto nel primo disco solista di Gianfranco Caliendo, Memorie di un pazzo. È la prima volta che i due musicisti collaborano assieme dal 1980, ricostituendo metà della formazione originale de Il Giardino dei Semplici. Caliendo e Averardi eseguiranno una versione live dello stesso brano nell'ambito di tre concerti solisti di Caliendo, tenutisi al Palapartenope di Napoli e al Teatro Mediterraneo: Memorie di un pazzo (2012), Quarantena (2015) e Anime (2019).
Nel 2021, il duo Averardi-Caliendo lavora ad un nuovo disco, Liverpoolcinella. Nel febbraio del 2022, dopo aver adottato il moniker "Founders Reunion" (la Reunion dei Fondatori), i due artisti lanciano il primo videoclip tratto dal disco: Pecché (Get Back).

## Streaming
Le incisioni storiche della band, con Caliendo come frontman e voce solista, hanno totalizzato circa 30 milioni di ascolti in streaming, suddivisi tra YouTube Music e Spotify.

## Formazione

### Formazione attuale
- Andrea Arcella - tastiere, piano, programming, cori (1974-presente)
- Luciano Liguori - voce solista, basso elettrico e acustico, cori (1974-presente)
- Savio Arato (vero nome: Salvatore) - chitarre elettriche ed acustiche, cori (2012-presente)
- Tommy Esposito (vero nome: Ciro) - batteria, percussioni, drum programming, cori (1980-presente)

### Ex componenti
- Gianfranco Caliendo - voce solista, chitarre elettriche ed acustiche, flauto (1974-2012)
- Gianni Averardi (vero nome: Giovanni) - batteria, percussioni, cori (1974-1980)

## Discografia

### Album da studio
- 1976: Il Giardino dei Semplici (conosciuto anche come Le Foglie, CBS, 81170)
- 1977: Le Favole del Giardino (CBS, 82092)
- 1979: B/N (conosciuto anche come Bianco e nero, WEA, T 58089)
- 1982: ...E amiamoci (F1 Team, LP 3354)
- 1983: Giallo (F1 Team, LP 33304)
- 1985: Ed è subito Napoli (Interfonia, 352)
- 1989: Zingari (Vedette, 9336 – pubblicato anche su formato CD)
- 1992: Voglia Di Tenerezza (Dischi Ricordi, ORK 79315)
- 1993: Otto Quarantotto & Ventisette (Interbeat/WEA, 4509 92269-4)
- 1997: Settelune (RTI/Nemo, NR 20792)
- 2000: Canta e cammina (Celluloide, CD 307)
- 2005: Napoli unplugged (Masar, MS 3000-2)
- 2005: Trenta (Suonidelsud/Rai Trade, SS 003 ABC – doppio CD)
- 2013: Argento vivo (Halidon, H6774)
- 2020: Concept - Aria Acqua Terra Fuoco (A.L.C.A. Produzioni)

### Raccolte e riedizioni speciali
- 1979: Il Meglio Del Giardino Dei Semplici (CGD, Record Bazaar – RB 230)
- 1987: Il Giardino dei Semplici (CGD, CGD LSM 1097)
- 2006: Le più belle canzoni - Il Giardino dei Semplici (WEA, 5101129282)
- 2014: Canta e cammina (ADM, 0021; riedizione con nuovi interventi vocali)
- 2016: Playlist: Il Giardino dei Semplici (Warner Music Italy/Rhino)
- 2018: Christmas (Blu Music International/Self, BMIA0026)

### Live
- 2009: Live (edizione non ufficiale, in formato CD, di Live Trenta)
- 2012: Semplicemente live (ADM, 0016)
- 2015: “Quella sera che inventai il tuo nome” (Guida Editori, disco live allegato al libro)

### Singoli
- 1975: M'innamorai/Una storia (CBS, 3261)
- 1975: Tu, ca nun chiagne/Una storia (CBS, 3821)
- 1976: Vai/Tamburino (CBS, 4387)
- 1977: Miele/Angela (CBS, 5070)
- 1978: Concerto in La Minore (dedicato a lei)/Dopo un rock'n'roll (CGD, 10090)
- 1979: Tu, tu, tu/Tira a campà (WEA, T 18110)
- 1980: Carnevale da buttare/Diavoleria (WEA, T 18358)
- 1982: ...E amiamoci/Poeta (F1 Team, P 611)
- 1983: Giallo/Gli angeli della domenica (F1 Team, P 7305)
- 1987: Un'altra canzone per Napoli/Napoli Napoli (Panarecord, 45011)
- 1997: Sette lune (Nemo)
- 2005: T'innamorerai/Non si può leggere nel cuore (Rai Trade)
- 2012: Grande, grande (ADM)

## Videografia

### Album video
- 2005: Trenta (inserto video antologico)
- 2010: Live Trenta (concerto al Palapartenope di Napoli - dicembre 2005)